# Mario Oliverio
Gerardo Mario Oliverio (San Giovanni in Fiore, 4 gennaio 1953) è un politico italiano.
Dal 9 dicembre 2014 al 15 febbraio 2020 ha svolto l'incarico di presidente della Regione Calabria; in precedenza ha ricoperto anche il ruolo di presidente della provincia di Cosenza dal 13 giugno 2004 al 12 ottobre 2014.

## Biografia
Sin da giovanissimo partecipò ai movimenti studenteschi e delle lotte politiche per il lavoro e lo sviluppo della Sila Cosentina e della Calabria.
Nel 1980, a 27 anni, è eletto consigliere regionale nelle liste del PCI.
Nel 1985 è il primo degli eletti nel Consiglio Regionale ed un anno dopo viene nominato assessore all'agricoltura della prima giunta di sinistra della regione Calabria presieduta da Francesco Principe.
Nel 1990 viene eletto sindaco di San Giovanni in Fiore, centro culturale e politico della Sila Cosentina.

### Deputato della Repubblica Italiana
Per quattro legislature consecutive (XI, XII, XIII e XIV Legislatura), dal 1992 al 2006, è stato eletto alla Camera. In Parlamento è stato tra i promotori della prima Legge sulla Montagna nonché primo firmatario della legge istitutiva del Parco Nazionale della Sila.
È stato inoltre componente del Consiglio d'Europa.
Dal 1997 al 2001 ha assunto la carica di Segretario della Federazione Provinciale dei Democratici di Sinistra e da quella posizione ha ricostruito la coalizione di centrosinistra a sostegno della ricandidatura a Sindaco della città di Cosenza di Giacomo Mancini, dopo un periodo contrassegnato da contrasti e relazioni difficoltose tra l'esponente socialista e i partiti di centrosinistra, che avevano il loro cuore politico nella Presila Cosentina.

### Presidente della provincia di Cosenza (2004-2014)
In occasione delle elezioni amministrative del 2004 è stato eletto presidente della provincia col 62% dei voti, in rappresentanza di una coalizione di centrosinistra; è stato riconfermato alle amministrative del 2009, ottenendo il 56,72% dei voti al turno di ballottaggio.
Durante il suo mandato, la Provincia di Cosenza ottiene nel 2011 l’Oscar di Bilancio della Pubblica Amministrazione, prestigioso riconoscimento alla trasparenza e alla corretta amministrazione promosso dalla FERPI  (Federazione Relazioni Pubbliche Italiana) sotto l’Alto Patronato del Presidente della Repubblica e la collaborazione della Corte dei Conti e della Ragioneria Generale dello Stato.

### Presidente della regione Calabria (2014-2020)
Il 29 luglio 2014 ufficializza la sua candidatura alle primarie del centrosinistra calabrese, indette per eleggere il candidato presidente della regione Calabria alle regionali del novembre 2014. Le Primarie si sono svolte il 5 ottobre 2014 e sono state vinte da Oliverio con il 55,1% dei voti che sconfigge così gli altri due candidati Gianluca Callipo e Gianni Speranza. Alle Elezioni regionali del 23 novembre 2014, Oliverio viene eletto presidente della Regione Calabria ottenendo il 61,4% dei voti.
Nel 2018 partecipa al Festival dei Due Mondi di Spoleto, grazie ad un finanziamento da 100 000 euro a carico della regione Calabria, destinato a pagare una cena di gala con 60 ospiti selezionati prima dell'intervista di Paolo Mieli.

A marzo del 2015 era stato con quest'ultimo relatore al convegno incentrato sulla figura di Garibaldi dal titolo Il Sud ed il Risorgimento italiano –Un conto ancora aperto con la storia, organizzato dalla loggia massonica regolare "Francesco De Luca" n. 1292 di Catanzaro, affiliata al GOI, con il patrocinio della Regione e dei Comuni di Catanzaro e Cardinale.
Il 23 dicembre 2019, “alla luce dell’appello del segretario nazionale del PD Nicola Zingaretti in merito alla necessità di costruire un ampio schieramento unitario”, annuncia di non presentarsi per un secondo mandato sebbene inizialmente avesse manifestato l’intenzione di ricandidarsi alla guida della regione anche senza l'appoggio della coalizione classica di centro-sinistra ma con quello di alcune liste civiche.
Il 15 febbraio 2020 gli succede Jole Santelli, candidata del centro-destra, eletta il 26 gennaio.
Dopo la morte della presidente, il 16 agosto 2021 annuncia la ricandidatura a Presidente della Regione Calabria con una lista civica, ma con l'1,7 % di consensi, pari a 13 400 voti, non viene neanche eletto consigliere regionale (a vincere la tornata elettorale è invece il candidato del centro-destra Roberto Occhiuto).

## Procedimenti giudiziari
Il 7 maggio 2018 risulta indagato per abuso di ufficio in un'inchiesta della procura di Catanzaro. Il 28 dicembre 2018 il GUP proscioglie Oliverio stabilendo il non luogo a procedere perché il fatto non costituisce reato.
Il 17 dicembre 2018 riceve un altro avviso di garanzia per abuso d'ufficio nell'ambito di un'operazione della Guardia di Finanza di Cosenza e il gip dispone per lui l'obbligo di dimora a San Giovanni in Fiore dove risiede mentre la DDA di Catanzaro aveva chiesto gli arresti domiciliari: avrebbe garantito un finanziamento da 4,2 milioni di euro a una ditta vicina alla 'Ndrina Muto di Cetraro per la realizzazione dell'impianto sciistico di Lorica e l'aviosuperficie di Scalea in cambio del rallentamento dei lavori in piazza Bilotti a Cosenza, un'opera che avrebbe dato lustro al sindaco di centro-destra Mario Occhiuto.
Dieci giorni dopo riceve un avviso di garanzia per corruzione. Il 20 marzo 2019 la Cassazione chiede l'annullamento dell'obbligo di dimora, scagionandolo da tutte le accuse. Il 17 maggio la Cassazione deposita le motivazioni della decisione indicando come "il quadro indiziario sconti una contraddizione di fondo" e che "la chiave di lettura delle conversazioni muove dal chiaro pregiudizio accusatorio". Il 4 gennaio 2021, in rito abbreviato, Oliverio viene assolto dalle accuse di corruzione e abuso d'ufficio perché "il fatto non sussiste".
Il 7 maggio 2019 la procura di Catanzaro, per l'inchiesta sugli appalti riguardanti la costruzione della metropolitana leggera destinata a collegare Cosenza, Rende e l'Università della Calabria oltre al nuovo ospedale di Cosenza, chiede l'arresto di Oliverio, dell'ex vicepresidente Nicola Adamo, del dirigente regionale Luigi Zinno, del responsabile della Ferrovie della Calabria Giuseppe Lo Feudo e degli imprenditori Pietro Ventura e Rocco Borgia ma il gip respinge la richiesta. A Oliverio, Adamo e Luigi Incarnato, ex assessore regionale ai Lavori Pubblici, viene inoltre contestato di aver indotto numerosi consiglieri comunali di Cosenza a rassegnare le dimissioni, nel febbraio del 2016, per provocare la decadenza di Occhiuto che sarebbe stato poi rieletto. Per questo procedimento il GIP riduce la portata della accuse contenute nell'avviso di conclusione delle indagini. In relazione a questa indagine ad ottobre la procura di Catanzaro chiede il rinvio a giudizio per Oliverio e gli altri indagati. Il 28 gennaio 2025, il Tribunale di Catanzaro ha dichiarato il non doversi procedere nei confronti dell'imputato, ponendo fine al processo a causa della depenalizzazione del reato di abuso d'ufficio operato nel frattempo dal Governo e del raggiungimento dei tempi di prescrizione per altre ipotesi di reato.
Il 23 dicembre del 2019 la procura di Catanzaro chiede un altro rinvio a giudizio per Oliverio e per l'ex deputato del PD Ferdinando Aiello con l'accusa di peculato per un finanziamento da 95 000 destinato ad "attività di promozione turistica" nell'ambito del Festival dei due mondi di Spoleto che in realtà sarebbe servito per una "personale promozione politica".  L'8 novembre 2022, nell'ambito del procedimento, Oliverio viene assolto con formula piena perché "il fatto non sussiste".
Nel giugno del 2023 viene indagato nell’ambito dell’indagine Glicine insieme ad altri politici del Partito Democratico come Nicola Adamo, imprenditori e pubblici funzionari, accusati di associazione a delinquere di stampo mafioso, corruzione e voto di scambio; l’ipotesi a carico di Oliverio è quella di associazione per delinquere aggravata dalle modalità mafiose. Tra le altre cose, la Dda di Nicola Gratteri contesta a Oliverio di aver ricevuto appoggio elettorale nel 2014 da parte di Giovanni De Luca, persona contigua al potente clan Grande Aracri di Cutro, in cambio dell’assunzione dell’uomo in una società crotonese che rispondeva politicamente a Vincenzo Sculco.